# 드라큐라 (1931년 영어 영화)
《드라큐라》(영어: Dracula)는 미국에서 제작된 토드 브라우닝 감독의 1931년 프리코드 초자연 공포 영화이다. 벨라 루고시 등이 출연하였고, 칼 렘리 주니어 등이 제작에 참여하였다.
속편으로 《드라큐라의 딸》(1936), 《드라큐라의 아들》(1943) 등이 있다.

## 출연진
- 벨라 루고시
- 헬렌 챈들러
- 데이비드 매너스
- 드와이트 프라이
- 에드워드 밴슬론
- 허버트 번스턴
- 프랜시스 데이드
- 조앤 스탠딩
- 찰스 K. 제라드
- 도러시 트리

## 기타 제작진
- 협력 제작: E.M. 애셔
- 배역: 필 M. 프리드먼(크레디트 미기재)
- 미술: 찰스 D. 홀
- 추가 대사: 더들리 머피(크레디트 미기재)
- 편집 감독: 모리스 파이바

## 같이 보기
- 유니버설 몬스터스